# كأس الإمارات
كأس الإمارات هي بطولة كرة قدم تقام سنوياً على مدى يومين استعداداً للموسم الجديد، ويستضيف البطولة نادي آرسنال الإنجليزي الذي يلعب في الدوري الإنجليزي الممتاز، على ملعبه ملعب الإمارات. يلعب كل فريق مباراتين، ويمنح ثلاث نقاط في حال الفوز ونقطة واحدة في حال التعادل ونقطة عن كل هدف يسجله في البطولة. من نسخة 2009، في حال تعادل فريقين في النقاط والأهداف وفارق الأهداف يتم الترتيب على عدد التسديدات على المرمى خلال البطولة. نيويورك ريد بولز هو البطل الحالي، آرسنال حصل على البطولة في أعوام 2007، 2009، 2010 , و نادي هامبورغ حصل على اللقب عام 2008 .

## التاريخ
أقيمت البطولة الافتتاحية يومي 28 يوليو و29 يوليو 2007، وشارك فيها النادي المستضيف بالإضافة إلى بطل الدوري الإيطالي إنتر ميلان، ونادي باريس سان جيرمان الفرنسي، ونادي فالنسيا الإسباني (الذي حل محل نادي هامبورغ الإلماني ; الذي إضطر إلى الانسحاب بسبب إلتزمات بطولة الإنترتوتو). آرسنال لم يلعب ضد فالنسيا وإنتر ميلان لم يلعب ضد باريس سان جيرمان. وسجّلت البطولة حضوراً جماهيرياً جيد مع أكثر من 110.000 ملئوا ملعب الإمارات في يومين البطولة.
عام 2008 شارك في البطولة المستضيف وريال مدريد الإسباني ويوفنتوس الإيطالي وهامبورغ الإلماني. عام 2009 أقيمت البطولة يومي 1 أغسطس و2 أغسطس وشارك فيها المستضيف وأتلتيكو مدريد الإسباني ورينجرز الاسكتلندي وباريس سان جيرمان الفرنسي.
و أقيمت نسخة البطولة في عام 2010 خلال يومي 31 يوليو و1 أغسطس الذي صادفت عطلة نهاية الأسبوع وشارك فيها ميلان الإيطالي وسيلتيك الاسكتلندي وليون الفرنسي بالإضافة إلى المستضيف آرسنال الإنجليزي.
كأس الإمارات 2011 ضم بوكا جونيورز الأرجنتيني و باريس سان جيرمان الفرنسي ونيويورك ريد بولز الأمريكي في 30 يوليو و31 يوليو, مشاركة نيويورك ريد بولز تعني أن تييري هنري لعب ضد فريقه السابق، وهو المُشاركة الأولى للنادي الأمريكي , نيويورك ريد بولز تحصّل على اللقب بعد فوزه على باريس سان جيرمان و تعادله آرسنال .

## الفائزون باللقب
| السنة | المركز الأول     | المركز الثاني    | المركز الثالث | المركز الرابع    |
| ----- | ---------------- | ---------------- | ------------- | ---------------- |
| 2007  | آرسنال           | باريس سان جيرمان | فالنسيا       | إنتر ميلان       |
| 2008  | هامبورغ          | ريال مدريد       | آرسنال        | يوفنتوس          |
| 2009  | آرسنال           | رينجرز           | أتلتيكو مدريد | باريس سان جيرمان |
| 2010  | آرسنال           | سيلتيك           | ليون          | ميلان            |
| 2011  | نيويورك ريد بولز | باريس سان جيرمان | آرسنال        | بوكا جونيورز     |

### 2007
اليوم الأول
| إنتر ميلان | 0 – 2 | فالنسيا                     |
| ---------- | ----- | --------------------------- |
|            |       | جافيلان 13' · دافيد فيا 39' |

| آرسنال                    | 2 – 1 | باريس سان جيرمان   |
| ------------------------- | ----- | ------------------ |
| فلاميني 45' · بنتدتنر 70' |       | بيجيي لويندولا 80' |

اليوم الثاني
| باريس سان جيرمان                                       | 3 – 0 | فالنسيا |
| ------------------------------------------------------ | ----- | ------- |
| امارا ديانيه 15' · ديفيد نغوغ 30' · بيجيي لويندولا 85' |       |         |

| آرسنال                   | 2 – 1 | إنتر ميلان |
| ------------------------ | ----- | ---------- |
| هليب 67' · فان بيرسي 85' |       | سوازو 62'  |

الترتيب
| التريب | الفريق           | النقاط | فاز | تعادل | خسر | له | عليه | الفرق |
| ------ | ---------------- | ------ | --- | ----- | --- | -- | ---- | ----- |
| 1      | آرسنال           | 10     | 2   | 0     | 0   | 4  | 2    | 2     |
| 2      | باريس سان جيرمان | 7      | 1   | 0     | 1   | 4  | 2    | 2     |
| 3      | فالنسيا          | 5      | 1   | 0     | 1   | 2  | 3    | -1    |
| 4      | إنتر ميلان       | 1      | 0   | 0     | 2   | 1  | 4    | -3    |

الهدافين
| الترتيب | الاسم                                                       | الفريق           | عدد الأهداف |
| ------- | ----------------------------------------------------------- | ---------------- | ----------- |
| 1       | بيجيي لويندولا                                              | باريس سان جيرمان | 2           |
| 2       | بنتدتنر                                                     | آرسنال           | 1           |
| 2       | امارا ديانيه                                                | باريس سان جيرمان | 1           |
| 2       | فلاميني                                                     | آرسنال           | 1           |
| 2       | جافيلان                                                     | فالنسيا          | 1           |
| 2       | هليب                                                        | آرسنال           | 1           |
| 2       | ديفيد نغوغ                                                  | باريس سان جيرمان | 1           |
| 2       | [[ملف:\|23x15px\|border \|alt=هندوراس\|link=هندوراس]] سوازو | إنتر ميلان       | 1           |
| 2       | فان بيرسي                                                   | آرسنال           | 1           |
| 2       | دافيد فيا                                                   | فالنسيا          | 1           |

### 2008
اليوم الأول
| ريال مدريد               | 2 – 1 | هامبورغ         |
| ------------------------ | ----- | --------------- |
| نستلروي 25' · باريخو 85' |       | محمد زايدان 53' |

| آرسنال | 0 – 1 | يوفنتوس      |
| ------ | ----- | ------------ |
|        |       | تريزيغيه 37' |

اليوم الثاني
| يوفنتوس | 0 – 3 | هامبورغ                         |
| ------- | ----- | ------------------------------- |
|         |       | غيريرو 19' · أوليتش 90+1' 90+2' |

| آرسنال                    | 1 – 0 | ريال مدريد |
| ------------------------- | ----- | ---------- |
| أديبايور 49' (ضربة جزاء.) |       |            |

التريب
| الترتيب | الفريق     | النقاط | له | عليه | الفارق |
| ------- | ---------- | ------ | -- | ---- | ------ |
| 1       | هامبورغ    | 7      | 4  | 2    | 2      |
| 2       | ريال مدريد | 5      | 2  | 2    | 0      |
| 3       | آرسنال     | 4      | 1  | 1    | 0      |
| 4       | يوفنتوس    | 4      | 1  | 3    | -2     |

الهدافين
| الترتيب | الاسم       | الفريق     | عدد الأهداف |
| ------- | ----------- | ---------- | ----------- |
| 1       | أوليتش      | هامبورغ    | 2           |
| 2       | غيريرو      | ريال مدريد | 1           |
| 2       | تريزيغيه    | يوفنتوس    | 1           |
| 2       | نستلروي     | ريال مدريد | 1           |
| 2       | محمد زايدان | هامبورغ    | 1           |
| 2       | باريخو      | هامبورغ    | 1           |
| 2       | أديبايور    | آرسنال     | 1           |

### 2009
اليوم الأول
| رينجرز    | 1 – 0 | باريس سان جيرمان |
| --------- | ----- | ---------------- |
| بوقرة 76' |       |                  |

| آرسنال          | 2 – 1 | أتلتيكو مدريد |
| --------------- | ----- | ------------- |
| أرشافين 86' 90' |       | باتشيكو 88'   |

اليوم الثاني
| باريس سان جيرمان | 1 – 1 | أتلتيكو مدريد           |
| ---------------- | ----- | ----------------------- |
| جيولي 71'        |       | أغويرو 41' (ضربة جزاء.) |

| آرسنال                      | 3 – 0 | رينجرز |
| --------------------------- | ----- | ------ |
| ويلشير 2' 72' · إدواردو 10' |       |        |

الترتيب
| الترتيب | الفري            | النقاط | له | عليه | الفارق | التسديدات |
| ------- | ---------------- | ------ | -- | ---- | ------ | --------- |
| 1       | آرسنال           | 11     | 5  | 1    | 4      | 13        |
| 2       | رينجرز           | 4      | 1  | 3    | -2     | 7         |
| 3       | أتلتيكو مدريد    | 3      | 2  | 3    | -1     | 11        |
| 4       | باريس سان جيرمان | 2      | 1  | 2    | -1     | 4         |

الهدافين
| الترتيب | الاسم   | الفريق           | عدد الأهداف |
| ------- | ------- | ---------------- | ----------- |
| 1       | أرشافين | آرسنال           | 2           |
| 1       | ويلشير  | آرسنال           | 2           |
| 2       | بوقرة   | رينجرز           | 1           |
| 2       | باتشيكو | أتلتيكو مدريد    | 1           |
| 2       | أغويرو  | أتلتيكو مدريد    | 1           |
| 2       | جيولي   | باريس سان جيرمان | 1           |
| 2       | إدواردو | آرسنال           | 1           |

حصل لاعب آرسنال ويلشير على جائزة رجل المباراة في كلتا مبارتي آرسنال، فيما حصل أرشافين لاعب نادي آرسنال أيضاً على جائزة أفضل لاعب في البطولة.

### 2010
اليوم الأول
| سيلتيك                 | 2 – 2 | ليون                    |
| ---------------------- | ----- | ----------------------- |
| هوبر 82' · ساماراس 89' |       | باستوس 28' · نوفيلو 54' |

| آرسنال     | 1 – 1 | ميلان    |
| ---------- | ----- | -------- |
| الشماخ 36' |       | باتو 77' |

اليوم الثاني
| ميلان       | 1 – 1 | ليون       |
| ----------- | ----- | ---------- |
| بورييلو 56' |       | برياند 79' |

| آرسنال                          | 3 – 2 | سيلتيك             |
| ------------------------------- | ----- | ------------------ |
| فيلا 3' · سانيا 45' · ناصري 51' |       | مورفي 72' · كي 82' |

الترتيب
| الترتيب | الفريق | النقاط | له | عليه | الفارق |
| ------- | ------ | ------ | -- | ---- | ------ |
| 1       | آرسنال | 8      | 4  | 3    | 1      |
| 2       | سيلتيك | 5      | 4  | 5    | -1     |
| 3       | ليون   | 5      | 3  | 3    | 0      |
| 4       | ميلان  | 4      | 2  | 2    | 0      |

الهدافين
| الترتيب | الاسم   | الفريق | عدد الأهداف |
| ------- | ------- | ------ | ----------- |
| 1       | باستوس  | ليون   | 1           |
| 1       | نوفيلو  | ليون   | 1           |
| 1       | هوبر    | سيلتيك | 1           |
| 1       | ساماراس | سيلتيك | 1           |
| 1       | الشماخ  | آرسنال | 1           |
| 1       | باتو    | ميلان  | 1           |
| 1       | بورييلو | ميلان  | 1           |
| 1       | برياند  | ليون   | 1           |
| 1       | فيلا    | آرسنال | 1           |
| 1       | سانيا   | آرسنال | 1           |
| 1       | ناصري   | آرسنال | 1           |
| 1       | مورفي   | سيلتيك | 1           |
| 1       | كي      | سيلتيك | 1           |

### 2011
اليوم الأول
| نيويورك ريد بولز | 0 – 1   | باريس سان جيرمان |
| ---------------- | ------- | ---------------- |
| 27' ليندبير      | التقرير |                  |

| آرسنال                    | 2 – 2   | بوكا جونيورز          |
| ------------------------- | ------- | --------------------- |
| 29' فان بيرسي · 46' رامزي | التقرير | فياتري 68' · موتش 71' |

اليوم الثاني
| باريس سان جيرمان                | 0 – 3   | بوكا جونيورز |
| ------------------------------- | ------- | ------------ |
| 8' موريس · 38' وارو · 79' كيركي | التقرير |              |

| آرسنال        | 1 – 1   | نيويورك ريد بولز  |
| ------------- | ------- | ----------------- |
| 42' فان بيرسي | التقرير | بارتلي 84' (ه.ع.) |

الترتيب
| الترتيب | الفريق           | النقاط | فاز | تعادل | خسر | له | عليه | الفارق |
| ------- | ---------------- | ------ | --- | ----- | --- | -- | ---- | ------ |
| 1       | نيويورك ريد بولز | 4      | 1   | 1     | 0   | 2  | 1    | +1     |
| 2       | باريس سان جيرمان | 3      | 1   | 0     | 1   | 3  | 1    | +2     |
| 3       | آرسنال           | 2      | 0   | 2     | 0   | 3  | 3    | 0      |
| 4       | بوكا جونيورز     | 1      | 0   | 1     | 1   | 2  | 5    | -3     |

الهدافين
| الترتيب  | الاسم          | الفريق           | عدد الأهداف |
| -------- | -------------- | ---------------- | ----------- |
| 1        | روبن فان بيرسي | آرسنال           | 2           |
| 2        | جويل ليندبير   | نيويورك ريد بولز | 1           |
| 2        | آرون رامزي     | آرسنال           | 1           |
| 2        | لوكاس فياتري   | بوكا جونيورز     | 1           |
| 2        | بابلو موتش     | بوكا جونيورز     | 1           |
| 2        | جان يودس موريس | باريس سان جيرمان | 1           |
| 2        | غيلوم وارو     | باريس سان جيرمان | 1           |
| 2        | كيركي          | باريس سان جيرمان | 1           |
| هدف عكسي | كايل بارتلي    | آرسنال           | 1           |

## التغطية الإعلامية
يتم بث كأس الإمارات عن طريق شبكة سكاي الرياضية (بالإنجليزية: Sky Sports)‏ في المملكة المتحدة وإيرلندا وعن طريق الجزيرة الرياضية في الشرق الأوسط وعن طريق قناة غول (بالإنجليزية: Gol TV)‏ في الولايات المتحدة.

## الأندية التي شاركت في كأس الإمارات
| إنجلترا          | آرسنال           | 2007, 2008, 2009, 2010, 2011 |
| فرنسا            | باريس سان جيرمان | 2007, 2009, 2011             |
| الأرجنتين        | بوكا جونيورز     | 2011                         |
| الولايات المتحدة | نيويورك ريد بولز | 2011                         |
| إسكتلندا         | سيلتيك           | 2010                         |
| فرنسا            | ليون             | 2010                         |
| إيطاليا          | ميلان            | 2010                         |
| إسبانيا          | أتلتيكو مدريد    | 2009                         |
| إسكتلندا         | رينجرز           | 2009                         |
| إيطاليا          | يوفنتوس          | 2008                         |
| ألمانيا          | هامبورغ          | 2008                         |
| إسبانيا          | ريال مدريد       | 2008                         |
| إيطاليا          | إنتر ميلان       | 2007                         |
| إسبانيا          | فالنسيا          | 2007                         |